# 潘际銮
潘际銮（1927年12月24日—2022年4月19日），男，江西瑞昌人，中国焊接学家，中国科学院院士，清华大学机械工程系教授，南昌大学前校长、名誉校长，中国共产党党员，中共十一大、十五大代表。主要从事焊接电源、焊接温度场、弧焊过程控制、焊接跟踪、焊接冶金研究。被称为中国焊接事业的奠基者。

## 生平
父亲为铁路职员，家庭贫困。1937年抗日战争爆发后，全家迁到昆明。1943年，通过自学中学课程，考入昆明中山中学，插班入高二就读。1944年在全省高中毕业统考中以第一名的成绩，考入国立西南联合大学机械系。1946年8月随校转至国立清华大学机械系，1948年毕业并留校任教。1950年8月至1953年8月在哈尔滨工业大学机械系读研究生。
1956年4月1日，加入中国共产党。
1977年選為科教工作座谈会代表，討論文革善後與究責事宜，與會學者並同意恢复高考。1980年，当选中国科学院学部委员（院士）。
1992年至2002年，任南昌大学校长，之后任名誉校长至逝世。
2022年4月19日，潘际銮在北京病逝，享年95岁。

## 社会兼职
中国机械工程学会副理事长、国际焊接学会副主席（1982-1985）、中国焊接学会理事长（1981-1986）、西南联大北京校友会会长（2011-2022）。